# Alnicola
Alnicola is een geslacht van schimmels behorend tot de familie Hymenogastraceae.

## Soorten
Volgen Index Fungorum telt het geslacht veertien soorten (peildatum november 2023):
| Soortnaam             | Auteur(s)                                  | Publicatiejaar |
| --------------------- | ------------------------------------------ | -------------- |
| Alnicola badiofusca   | P.-A. Moreau                               | 2013           |
| Alnicola cholea       | Kühner                                     | 1981           |
| Alnicola citrinella   | P.-A. Moreau & A. de Haan                  | 2013           |
| Alnicola dubis        | Métrod ex P.-A. Moreau & J.-P. Vidonne     | 2006           |
| Alnicola fusispora    | (Velen.) Singer                            | 1989           |
| Alnicola inculta      | (Peck) Singer                              | 1962           |
| Alnicola longicystis  | P.-A. Moreau, Bizio & Deparis              | 2013           |
| Alnicola mirabilis    | (G.F. Atk.) Singer                         | 1962           |
| Alnicola pallidifolia | P.-A. Moreau & Peintner                    | 2013           |
| Alnicola ramulosa     | Takah. Kobay.                              | 2006           |
| Alnicola salabertii   | Bon & Boutev. ex P.-A. Moreau & Guy García | 2005           |
| Alnicola spectabilis  | P.-A. Moreau & Peintner                    | 2013           |
| Alnicola umbrina      | (Maire) Kühner                             | 1931           |
| Alnicola xanthophylla | P.-A. Moreau, Peintner & Senn-Irlet        | 2013           |